# Smålandsfarvandet
Smålandsfarvandet oder Smålandshavet (dt. Småland(s)fahrwasser, veraltet Vordingborgbucht) ist ein Seitengewässer des Großen Belts zwischen den dänischen Inseln Sjælland, Lolland, Falster und Møn.
Sein offener zentraler Bereich inklusive der Karrebæksminde Bugt erstreckt sich auf 908 km²; der südliche Teil einschließlich Sakskøbing Fjord ist 249 km² groß. Das Einzugsgebiet insgesamt beträgt 3445 km², in diesem leben rund 335.000 Menschen. Die Wassertiefe im zentralen Becken misst um die 10 m, zwei flache Bereiche (Venegrunde und Kirkegrund) sind nur 6 m tief. Der durchschnittliche Salzgehalt an der Wasseroberfläche sinkt von West nach Ost von 18 PSU (1,8 %) auf 11 (1,1 %) PSU im Winterhalbjahr bzw. von 15 PSU (1,5 %) auf 9 (0,9 %) PSU im Sommer.

## Ausdehnung

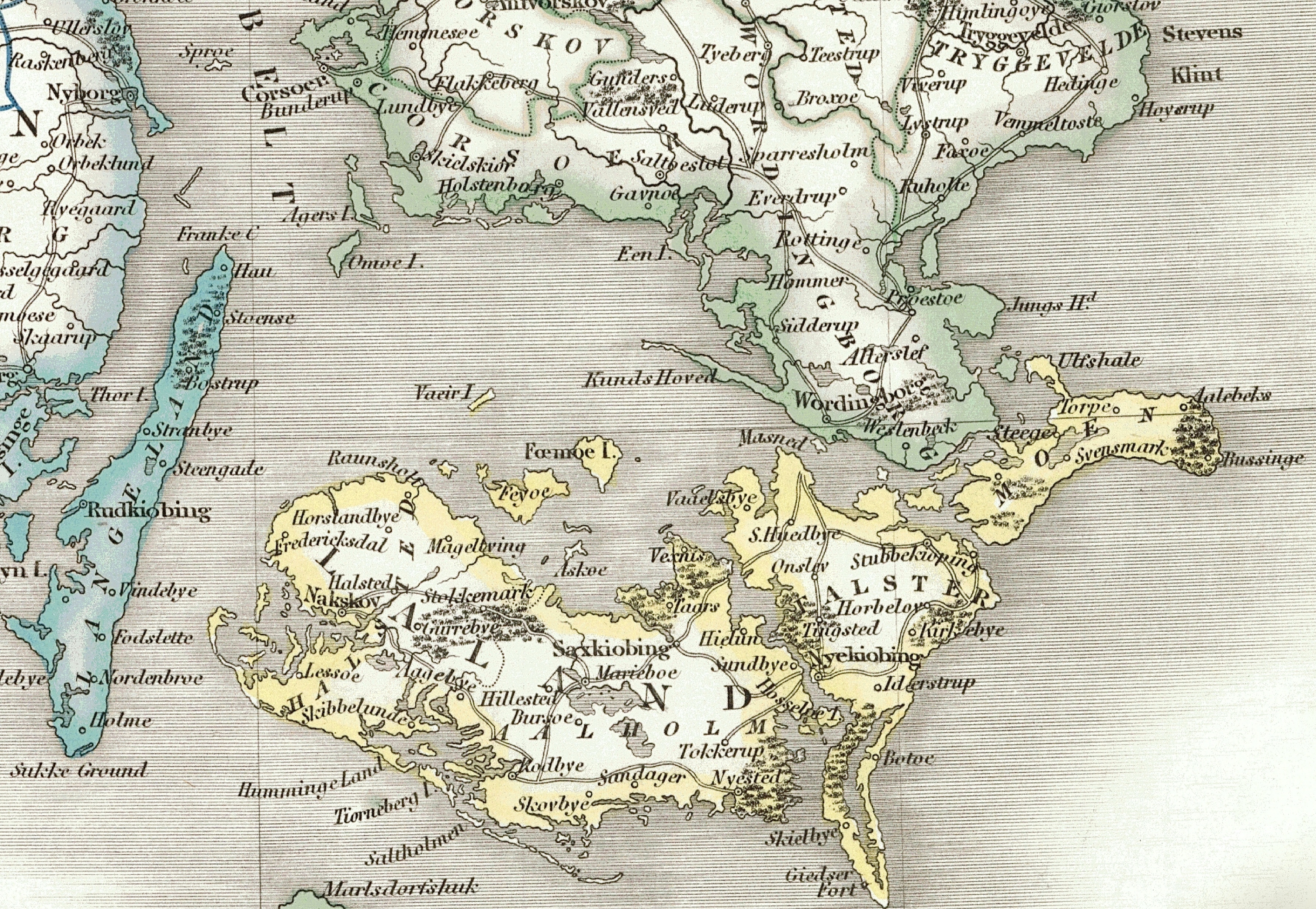
Ausschnitt aus Sidney Halls Dänemark-Karte (1830)

Gemäß amtlicher deutscher Begriffsbestimmung verläuft die Grenze zum Großen Belt im Westen an der Linie von Korsør (Paulskirche) über die Westseiten der Inseln Agersø und Omø nach Onsevig auf Lolland; als östliche Grenze gilt zwischen Seeland und Møn die Linie Jungshoved–Ægholm Sand–Ulvshale, zwischen Møn und Falster die Linie Hestehoved–Madses Klint und am Guldborgsund die Linie Flinthorne Rev–Skelby. Diese geografische Abgrenzung basiert auf dem dänischen nautischen Standardwerk Den danske Lods (15. Auflage 1983), welches 1843 von Christian Christopher Zahrtmann begründet wurde.
Von der Beltseite gibt es drei Haupteinfahrten für die Schifffahrt: Agersø Sund zwischen Seeland und Agersø, Omø Sund zwischen Agersø und Omø und das Fahrwasser zwischen Omø Stålgrunde und der lolländischen Nordküste. Eine kleinere vierte Passage liegt zwischen Omø Tofte und Omø Stålgrunde.
Von der Ostseite führen ebenfalls drei Zufahrten ins zentrale Smålandsfarvandet: Bøgestrøm zwischen Seeland und Nyord, Grønsund zwischen Møn und Falster sowie der Guldborgsund zwischen Falster und Lolland.
Eine Teilung in ein westliches und ein östliches Gewässer wird am Meridian 11° 50' E vorgenommen.

### Weitere Teil- und Nebengewässer
Zum Smålandsfarvandet zählen weitere Teil- und Nebengewässer (im Uhrzeigersinn): Skælskør Nor, Basnæs Nor, Holsteinsborg Nor, Bisserup Red, Karrebæksminde Bugt, Karrebæk Fjord, Dybsø Fjord, Avnø Fjord, Masnedsund, Færgestrøm, Storstrømmen, Ulvsund, Stege Bugt, Sortsø Gab, Vålse Vig, Hjelms Rende, Tårs Vig, Sakskøbing Fjord, Lindholm Dyb, Femø Sund, Rågø Sund.

### Inseln
Im Smålandsfarvandet liegen folgende Inseln (im Uhrzeigersinn): Agersø, Omø, Glænø, Enø, Gavnø, Dybsø, Avnø Røn, Masnedø, Farø, Bogø, Tærø, Langø, Lindholm, Tyreholm, Nyord, Degneholm, Ægholm, Dyrefod, Suderø, Hjem Ø, Kalvø, Kejlsø, Barholme, Vigsø, Askø und Lilleø, Havneø, Lindholm, Femø, Fejø, Skalø, Rågø, Rågø Kalv, Vejrø.

## Kartografie und Name

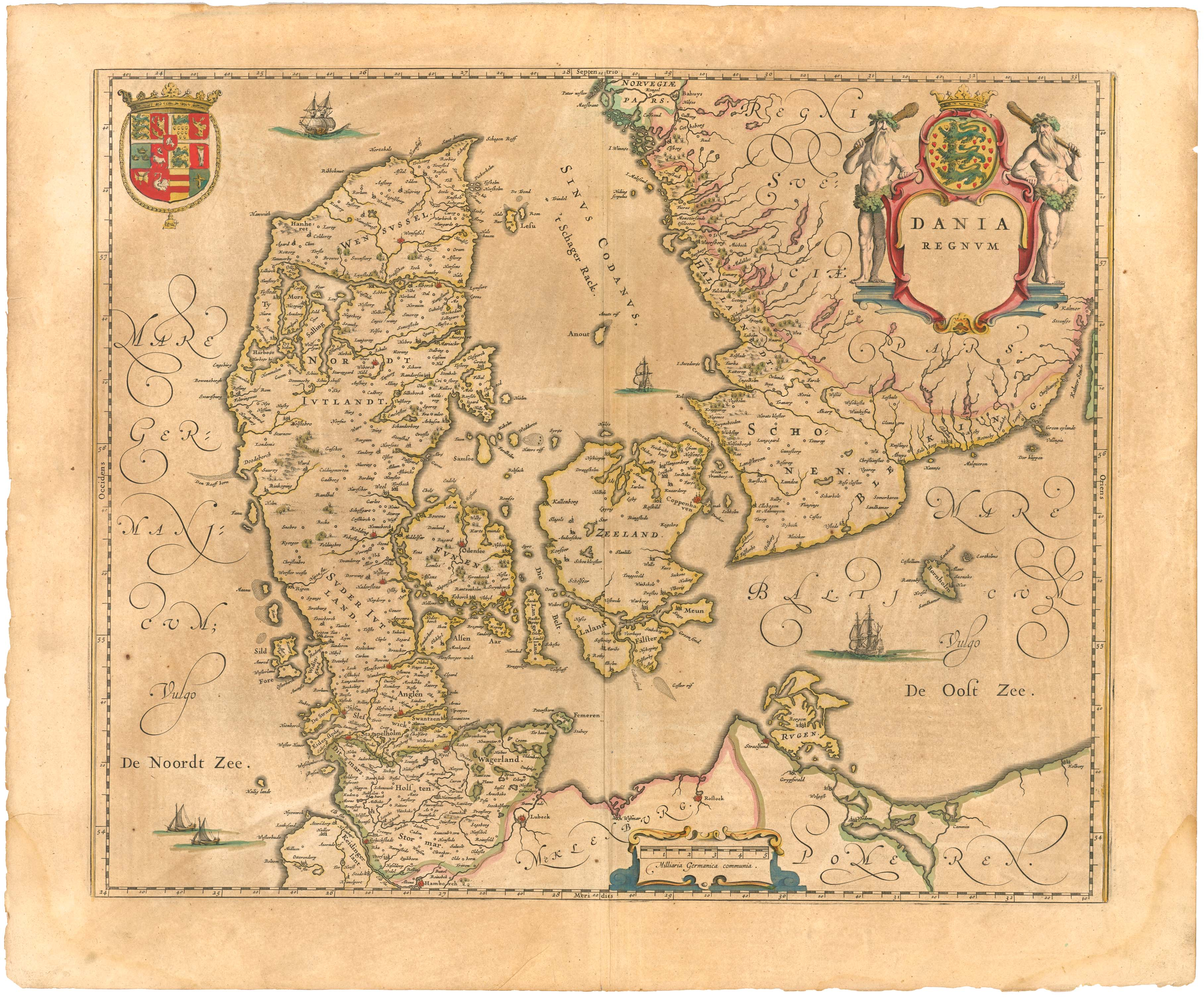
Joan Blaeus Karte von 1645 zeigt das Gewässer noch als Fortsatz des Guldborgsunds, niederländisch Golbersond.

Für den internationalen Seehandel von zweitrangiger Bedeutung, blieben die Kenntnisse der europäischen Kartografen zum Küstenverlauf der Bucht bis ins 17. Jahrhundert recht begrenzt. Cornelis Anthoniszoon (um 1560), Gerard Mercator (1595) und Joan Blaeu (1623/45) stellten sie als schmale Verlängerung von Guldborgsund und Grønsund dar. Auch Robert Dudleys Dell’Arcano del Mare (1646), der erste weltumfassende Seeatlas, enthielt nur mittelmäßige Kopien nach Lucas Janszoon Waghenaer (1580er).
Entsprechend trug die Bucht keinen eigenen Namen, sondern war unter Golbersond bekannt, dem international gültigen niederländischen Begriff für den Guldborgsund.
1647 wurde das Gewässer erstmals als breite Ausbuchtung des Großen Belts erkennbar, bei Johannes Janssonius nach Skizzen von Johann Lauremberg. Zeitgleich machte Johannes Mejer (1650) wesentliche Fortschritte. Der Name Golbersond blieb jedoch erhalten; alternativ war er nach Abraham Ortelius’ Theatrum Orbis Terrarum (nach 1584) als de groene sont (lies Grønsund) bekannt.
Eine erhebliche Verbesserung brachte erst die Neue Seekarte des Sundes und der beiden Belte (1777) von Christian Carl Lous. Er konnte auf die geodätische Vermessung der dänischen Hauptinseln zurückgreifen, die unter Thomas Bugge in Angriff genommen worden war. Die folgenden, erstmals nach modernen Methoden durchgeführten Seevermessungen von Poul de Løvenørn kamen kriegsbedingt 1807 zum Erliegen; zudem blieben die Resultate unveröffentlicht, um keine kriegswichtigen Informationen nach England gelangen zu lassen.
In der ersten Hälfte des 20. Jahrhunderts waren verschiedene Bezeichnungen in Gebrauch, zunächst Vordingborg Bugt und Søen mellem Smaalandene. Diese Bezeichnung wurde bis Ende der 1930er Jahre auch auf dänischen Schulwandkarten verwendet. „Smålandene“ oder „de små landsdele“ ist eine bereits im Mittelalter gebräuchliche Sammelbezeichnung für die Inseln Langeland, Lolland, Falster und Møn. Erst Anfang des 20. Jahrhunderts kamen die Namen Smålandshavet und Smålandsfarvandet auf. Dabei war Smålandshavet zunächst die offizielle Version. Mit den 1980er Jahren setzte sich Smålandsfarvandet als Standardname in Dänemark durch.
Das deutsche Bundesamt für Seeschifffahrt und Hydrographie benutzt gegenwärtig in seiner Internationalen Kartenserie für das Seegebiet gar keine Sammelbezeichnung mehr, sondern beschränkt die (stets landessprachlichen) Namensnennungen auf die Teilgewässer wie Karrebæksminde Bugt, Omø Sund oder Ståldyb.

## Geologie

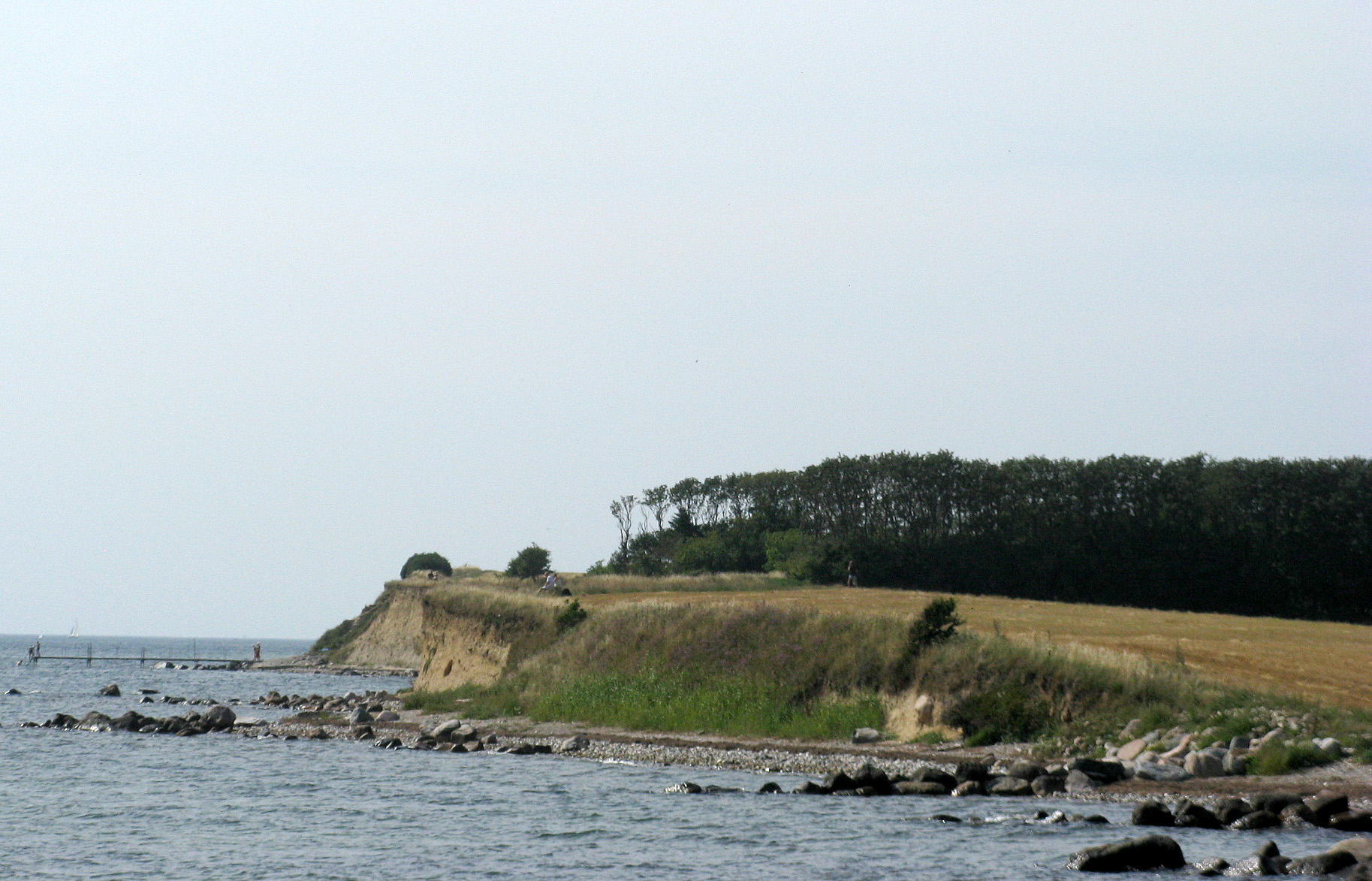
Im Norden des Smålandsfarvandet bildete sich eine Ausgleichsküste heraus. Aus dem Material von Enøs Steilufer entstand Richtung Südosten eine 3 km lange Nehrung.

Nach dem maximalen Vordringen der Vergletscherung während der Weichsel-Kaltzeit wurde die Region noch dreimal von Ausläufern des Eisschildes überdeckt. Der letzte Vorstoß (vor 13 bis 14.000 Jahren) erfolgte von Südost nach Nordwest und hinterließ dabei die Endmoränen Knudshoved Odde–Venegrunde–Omø Stålgrunde, welche den heutigen Meeresboden der Bucht in einen nördlichen und einen südlichen Abschnitt gliedert.
Vor rund 8000 Jahren bildete der dänische Raum eine Landbrücke zwischen Mitteleuropa und Fennoskandia, die Ostsee war ein Binnenmeer (Ancylussee). Damalige Flussläufe in nordwestliche Richtung prägen bis heute die Topografie: Sie bilden die Passagen von der Ostsee ins Kattegat: Fehmarnbelt–Großer Belt, Guldborgsund–Smålandsfarvandet–Großer Belt und Hohwachter Bucht–Kleiner Belt–Samsø Bælt. Am Grund des Smålandsfarvandet sind zwei Rinnen Richtung Großer Belt von bis zu 40 m Tiefe erhalten. Dass sie später nicht durch Sedimente aufgefüllt wurden, wird auf die starken Strömungen zurückgeführt. Auf diesem Weg kann Tiefenwasser von Westen in die Bucht einströmen, während aus der eigentlichen Ostsee durch den Storstrøm nur Oberflächenwasser zufließen kann.

## Geschichte
Mit dem vollständigen Abschmelzen des Eises war die Transgression des Meeres verbunden. Bereits in prähistorischer Zeit waren die Küstenstriche besiedelt. Davon zeugen reiche Bodenfunde u. a. vor der Insel Askø. 2014 fanden Roskilder Forscher des einen über 6 m langer Einbaum aus Lindenholz, den sie unter Zuhilfenahme der Beifunde auf die Zeit 5000 bis 4500 v. Chr. (Ertebølle-Kultur) datierten. Das Boot diente dem Fischfang und dem Übersetzen von Insel zu Insel. 2002 konnten ähnliche Einbäume in Stralsund gesichert werden.
1956 hatten dänische Forscher auf dem Argusgrund am Nordende des Guldborgsundes in 4 bis 5 m Tiefe einen steinzeitlichen Siedlungsplatz gefunden. Eine unterwasserarchäologische Untersuchung wurde erst später technisch möglich und 1984 durchgeführt. Zu den Funden zählten eine gut erhaltene Feuerstelle und Knochenreste aus mindestens vier Bestattungen.
Bei Vordingborg befand sich im 12. Jahrhundert eine Burg Waldemars I. Sie diente dem König vermutlich nur zur Unterkunft während der Sammlung der Flotte (ledingsflåde), die vor allem zu Verteidigungszwecken zusammengerufen wurde, seltener zu Kriegszügen gegen die Wenden. Lolland und Falster hatten in dieser Zeit seltener als lange vermutet unter Angriffen aus dem Süden zu leiden; auch war die Burg nicht groß genug, um als Schutzburg fungieren zu können. Sie könnte auch zur Organisation der Zollplätze am Storstrøm genutzt worden sein. Als um 1200 sein Nachfolger Waldemar II. den Bau wesentlich vergrößern ließ, sollte die Befestigung in erster Linie die innenpolitische Kontrolle über den Süden Seelands absichern.
Ab 1911 gewann die Smålandsbucht eine besondere militärstrategische Bedeutung angesichts der Flottenpolitik der Großmächte Deutschland und Großbritannien und der heraufziehenden Kriegsgefahr. Um einer Kränkung der dänischen Neutralität (sprich einer Invasion der Meerengen) begegnen zu können, musste die vergleichsweise kleine dänische Flotte gleichzeitig auf Angriffe von der Nordsee und der Ostsee vorbereitet sein. Deswegen wurden ab 1912 das Fort Masnedø errichtet und Torpedo- und U-Boote dort stationiert. Die Bucht wurde damit zur primären Basis für Flottenoperationen im Großen Belt und in der Faxebucht. Wegen dieser Schlüsselstellung erfolgten die deutschen Angriffe am 9. April 1940 besonders massiv auf Masnedø, es war der weltweit erste erfolgreiche Kriegseinsatz von Fallschirmjägern.

## Natur

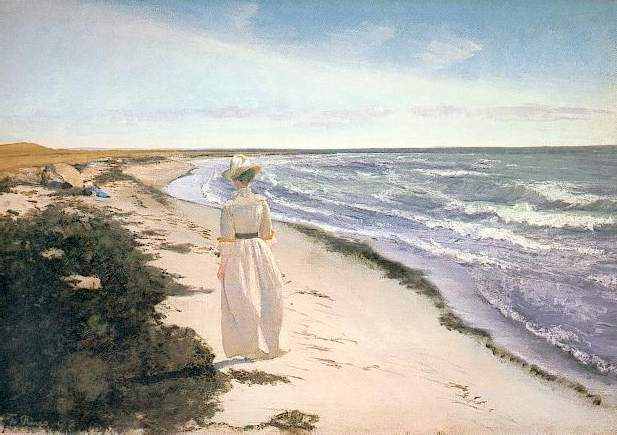
L. A. Ring: Dame am Strand von Karrebæksminde (1898). Der Maler, geboren in Ring bei Næstved, fand viele Landschaftsmotive in Karrebæksminde und Enø.

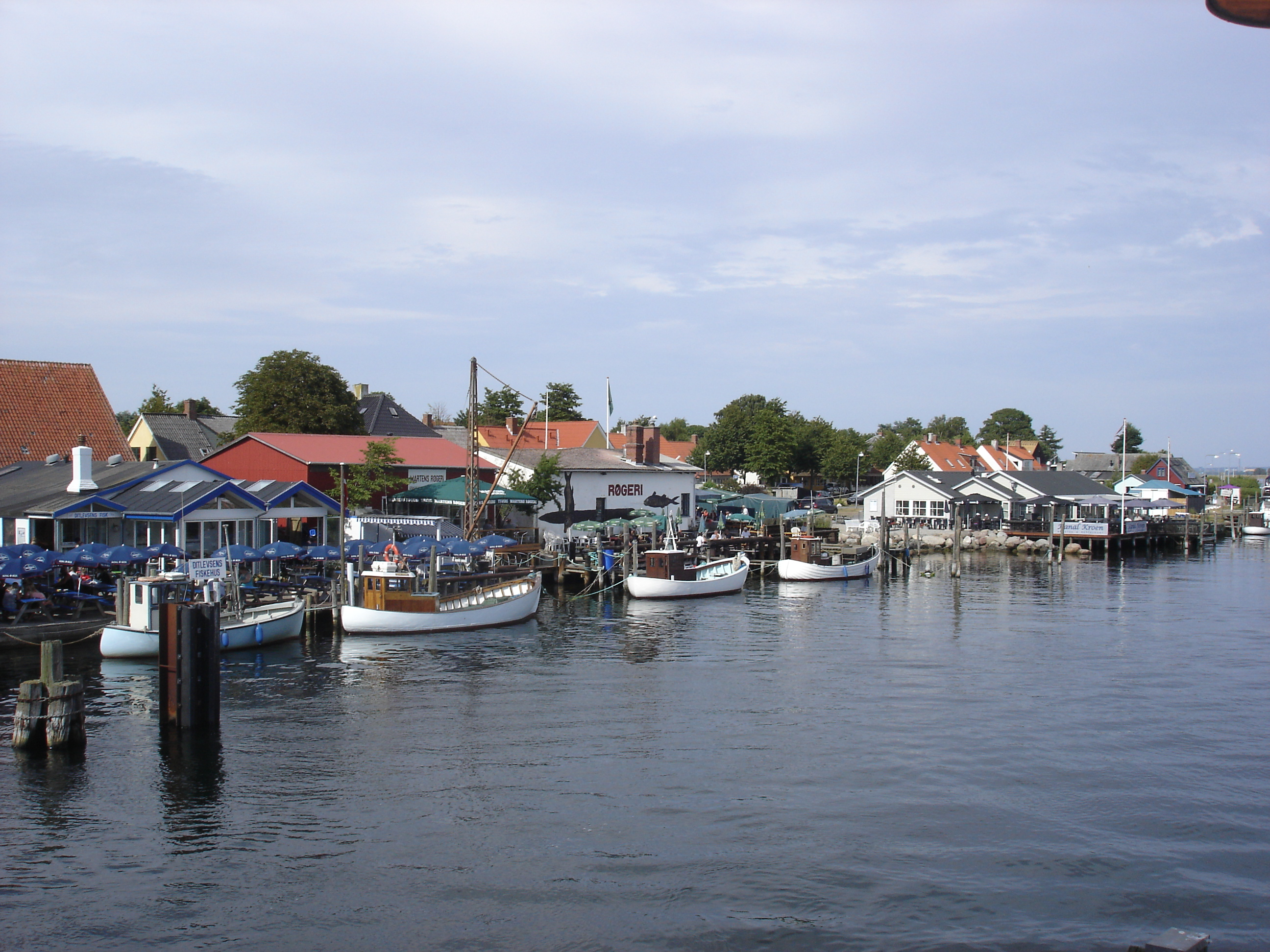
Hafen von Karrebæksminde.

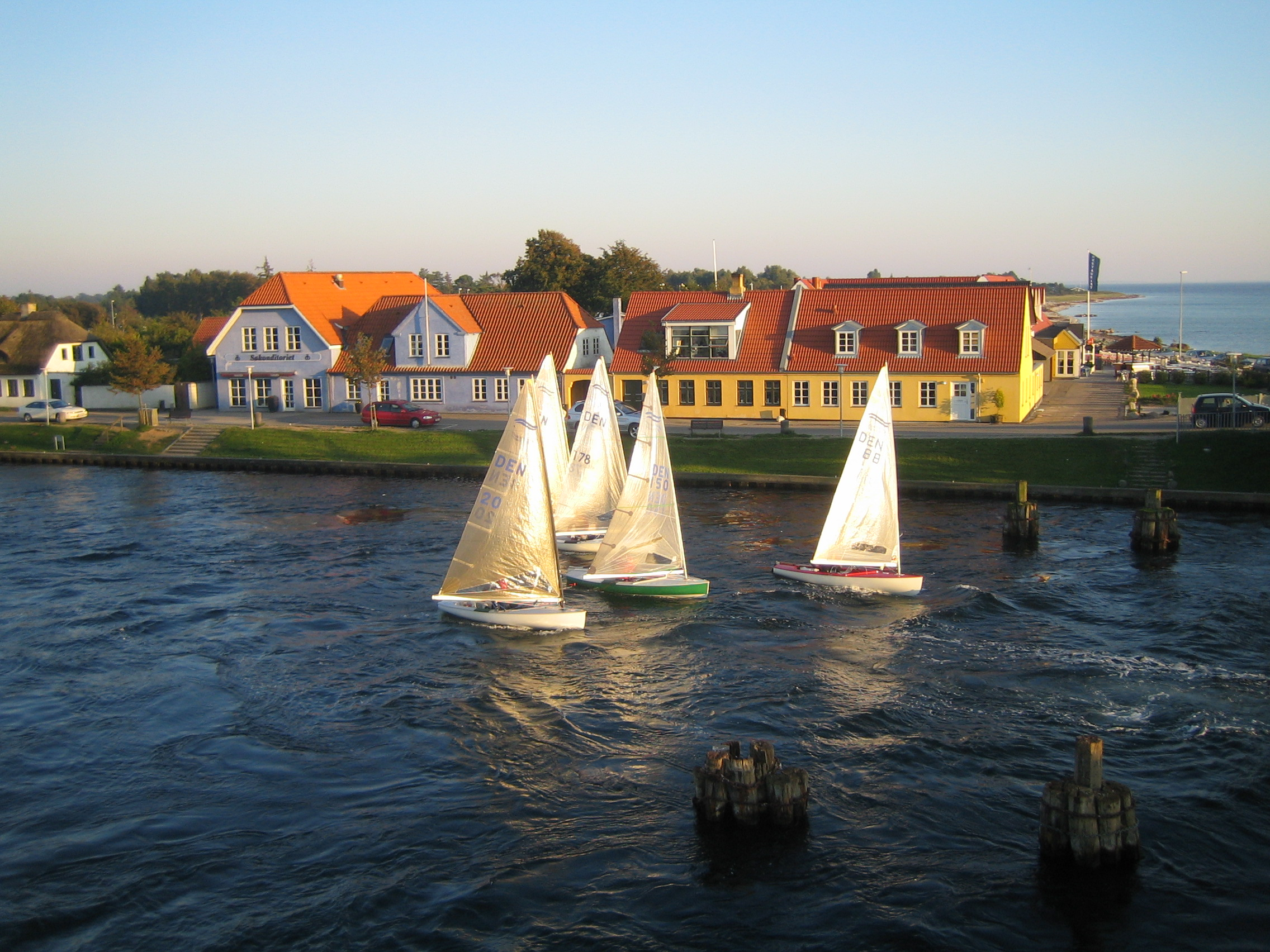
Finn-Dinghies beim Auslaufen ins Smålandsfarvandet.

Die kleingliedrige Bucht bildet mit ihren flachen Nooren ein wichtiges Rast- und Brutgebiet für Wasservögel. Es gibt große Bestände von Uferschwalbe, Eiderente, Spießente, Küstenseeschwalbe, Fluss-Seeschwalbe, Zwergseeschwalbe, Graugans und Säbelschnäbler.
Der Höckerschwan nistet hier in Kolonien, und da er im Juli die Handschwingen abwirft und vorübergehend flugunfähig wird, suchen die Vögel Schutz in großen Gruppen in den Flachwassergebieten der Smålandsbucht. Weil eine geschlossene Eisdecke im Winter äußerst selten ist, überwintern hier viele Kurzstreckenzieher sowohl aus dem Norden und dem Baltikum als auch aus Deutschland.
Außerdem dient das Gewässer dem Kleinen Tümmler als Kinderstube; er ist ganzjährig und besonders im Westen der Bucht anzutreffen.
Weite Teile sind Seehund-Schutzgebiete. Die Tiere nutzen von Land schwer zugängliche Nehrungshaken zum Landgang.
In Smålandsfarvandet hat der dänische Staat drei Natura 2000-Gebiete ausgewiesen: Nr. 169 (Havet og kysten mellem Karrebæk Fjord og Knudshoved Odde), Nr. 170 (Kirkegrund) und teilweise Nr. 173 (Smålandsfarvandet nord for Lolland; Guldborgsund; Bøtø Nor; Hyllekrog-Rødsand).
Zwar leidet die Bucht aufgrund geringer Tiefe weniger an Sauerstoffmangel als Kleiner Belt und Lübecker Bucht; nach warmen Sommern wurden jedoch auch hier kritische Messwerte erreicht, besonders in den Jahren 2002 und 2010.

## Wirtschaft
Wichtigster Speisefisch war die Scholle. Der Bestand ging jedoch seit den 1980er Jahren drastisch zurück. Die Fischerei auf Scholle hat sich entsprechend in den Großen Belt verlagert. Die Schwarzmund-Grundel hat sich seit 1990 in der Ostsee ausgebreitet und wird heute bei Bornholm und im Smålandsfarvandet bei Lolland gefangen, besonders im Guldborgsund.
Der Offshore-Windpark Vindeby war 1991 der weltweit erste seiner Art. In nur 5 m tiefem Wasser wurden vor der Küste Lollands im Übergangsbereich Langelandsbelt/Smålandsfarvandet elf Windkraftanlagen errichtet. Seit 2008 ergänzt das Wellenkraftwerk „Poseidon 37“ die Anlage. Betreiber des 2017 zurückgebauten Windparks war Ørsted (ehemals Dong Energy).
2015 wurden Planungen für einen weiteren Offshore-Windpark bei Omø Stålgrunde zwischen den Inseln Omø und Vejrø abgeschlossen. Vorbehaltlich einer endgültigen Annahme der Pläne 2016 soll der Bau bis 2020 abgeschlossen sein.

### Karten
- Kort 1412 – Korsør, amtliches Kartenblatt. Geodætisk Institut, Kopenhagen 1956.
- Ostsee. Fehmarnbelt bis Sund. Bundesamt für Seeschifffahrt und Hydrographie, Hamburg/Berlin, 1. Auflage 1961, 11. Auflage 2015, ISBN 978-3-86987-640-5.